# Jhansi
Jhansi fou un estat tributari protegit de l'Índia centrar a Jhansi (ciutat) abraçant el nord del posterior districte britànic de Jhansi.

## Història

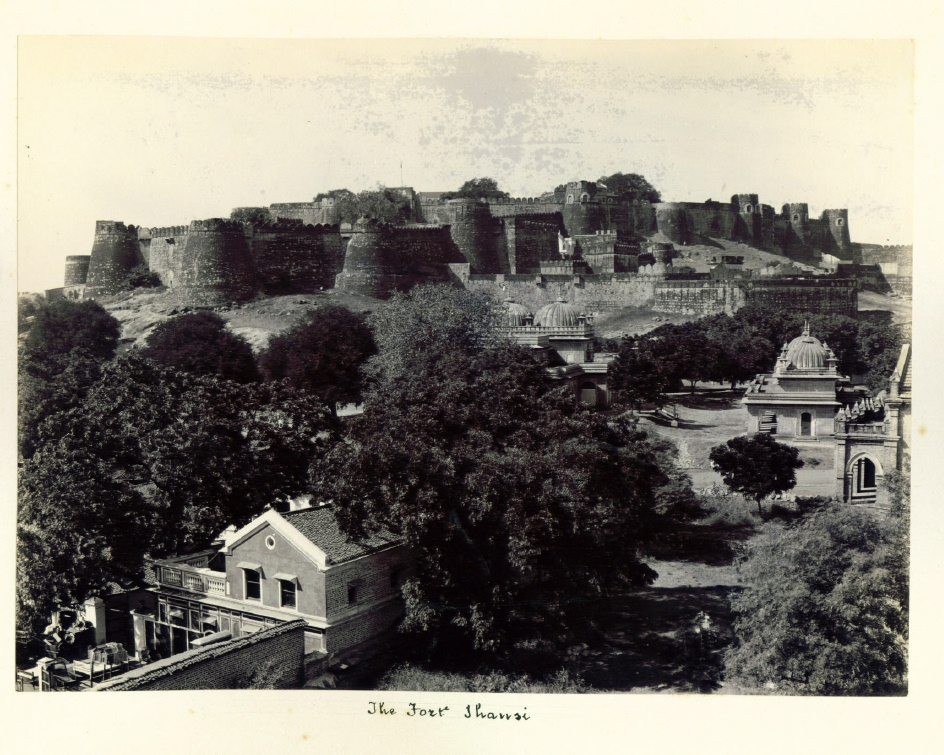
Fort amb 1900

A la segona meitat del segle XVII es va formar un estat bundela centrat a Panna per obra de Champat Rai, el fill del qual, Chhatarsal, va estendre la seva autoritat sobre part de Jhansi obtenint la confirmació imperial de les seves conquestes de Bahadur Shah el 1707; tot i així els governadors (subadars) imperials van seguir atacant territoris de Chhatarsal; el 1729 Mohammed Khan Bangash nawab de Farrukhabad, va atacar a Chhatarsal que el 1732 va haver de demanar ajut al peshwa Baji Rao I; els marathes van ajudar a Chhatarsal i van rebutjar a l'exèrcit mogol.
A la seva mort el 1734 Chhatarsal va cedir dos terços dels seus dominis als marathes a canvi de protegir els seus descendents en l'altra terç; Jhansi va passar a mans del peshwa el 1742 quan els marathes van ampliar els seus dominis a costa del raja d'Orchha.
Jhansi va romandre sota autoritat del peshwa durant trenta anys i fou seu del governador (subadar) maratha, el primer dels quals fou Naroshanker que va construir diverses edificacions incloent una ampliació del fort anomenada Shankergarh; en aquest temps va créixer per trasllat forçat de població d'altres llocs, especialment d'Orchha. El 1757 Naroshanker fou cridat pel peshwa i el va substituir Madhav Govind Kakirde i després Babulal Kanahai. Per un temps breu va ser dominada per Shuja al-Daula, nawab d'Oudh, que la va perdre davant Anup Giri Gosain de Moth, del que va retornar al raja d'Orchha, fins que el 1766 va retornar a poder dels marathes.
Després del 1766 el nou governador maratha del nord del districte, Vishwas Rao Laxman, va esdevenir de fet independent excepte jurídicament; va governar fins al 1769; el va succeir Raghunath Rao (II) Newalkar que fou un governador extremament capacitat que va incrementar els ingressos i va construir els temples de Maha Lakshmi i de Raghunath; també va construir com a residència el palau de Rani Mahal; a la seva mort el 1796 el va substituir el seu germà Shiv Rao Hari (Seo Bhao Rao). El peshwa es va posar sota control britànic en el tractat de Bassein el 31 de desembre de 1802 i fou restaurat el 1803. El 8 de febrer de 1804 per un sanad, els britànics van reconèixer al subadar o governador maratha Seo Bhao Rao i li van assegurar protecció, confirmat tot per un tractat signat l'octubre de 1806. Seo Bhao Rao va morir el 1814 i el va succeir el seu net Ramchand Rao.
El juny de 1817 el peshwa va cedir a la Companyia Britànica de les Índies Orientals els seus drets sobirans sobre el Bundelkhand i el mateix any (el novembre) els britànics van reconèixer al subadar o governador maratha com a sobirà amb títol de maharajà o subadar. El títol de raja fou concedit a la casa de Jhansi el 1832 pels serveis als britànics durant el setge de Bharatpur; però la seva administració era dolenta i els ingressos van caure sota el seu govern i es van produir diverses expedicions de tribus de l'altre costat del riu Pahuj.
Ramchand Rao va morir sense successió el 1835 i es van presentar quatre candidats. Els britànics van reconèixer com a raja a Ragunath Rao III (o Raghunath Rao III), besoncle de Ramchand Rao, i segon fill de Seo Bhao Rao, sota el qual els ingressos van seguir caient fins a 1/4 dels del seu predecessor; era malgastador i extravagant; va hipotecar una part dels seus territoris a Orchha i Gwalior; el raja va morir sense successió legitima el 1838. Altre cop es van presentar quatre candidats i es va nomenar una comissió per decidir en el plet successori. El 1839 l'agent polític al Bundelkhand va assolir el govern de l'estat per restaurar l'orde, a l'espera d'una decisió sobre el plet de successió; Raja Gangadhar Rao, germà del darrer raja, únic descendent mascle de Seo Rao Bhao, fou designat com a hereu legítim, però segons els britànics era una mica curt de gambals i se li va posar un administrador (superintendent) dependent de l'agent britànic, donant al raja una pensió fixa amb el benentès que l'administració de l'estat li seria entregada una vegada redreçat el curs de l'economia del principat; els ingressos ja van doblar el primer any.
El 1842 van retornar l'administració a Gangadhar Rao que es va casar amb la nena Mannikarnika (de 6 anys, que va agafar el nom de Lakshmibai) i fou un bon administrador pels estàndards de la regió; els impostos eren alts i angoixaven al poble, però no eren injustos ni es recaptaven malament i com que el raja va fer donacions i va dispensar pagaments en anys d'escassedat, era personalment molt popular. El raja va morir jove el 1853, i el seu domini va passar als britànics per la doctrina de la caducitat, definida per Lord Dalhousie. i van formar el districte de Jhansi esdevenint capital d'un districte i residència d'un superintendent subordinat al comissionat dels territoris de Saugor i del Narbada (Nerbudda). La rani vídua del raja Gangadhar Rao havia demanat poder adoptar un hereu, i també suprimir la matança de bestiar a l'estat, però no li fou concedit, i se li va donar una pensió; alguns honors de Jhansi es van concedir a Mardan Singh, el raja de Banpur. Lakshmibai va liderar l'oposició al control britànic de l'Índia central durant la rebel·lió índia de 1857, morint en combat.

## Llista de governants de Jhansi
- Maharajadhiraj Chattrasal Bundela de Panna 1707-1734
- Raja Prithvi Singh d'Orchha 1735-1742
- Als marathes 1742
  - Naroshanker 1742-1757
  - Madhav Govind Kakirde 1757-?
  - Babulal Kanahai ?
- Shuja al-Daula d'Oudh (1744-1775) ?
- Anup Giri Gosain de Moth ?
- Raja Mahendra Sanwant Singh d'Orccha vers 1765
- Raja Mahendra Hati Singh d'Orchha 1765-1766
- Als marathes 1766
  - Vishwas Rao Laxman 1766-1769, subadar maratha, de fet independent
  - Rao Raghunath Rao I 1769-1796, subadar, de fet independent
- Rao Sheo Rao Bhow (Shiv Rao Hari Bhau) 1796-1814, reconegut pels britànics 1804
- Maharajadhiraj Rao Ram Chand Rao 1814-1835, raja 1832
- Rao Raghunath Rao II 1835-1838
- Rao Gangadhar Rao 1838-1853 (+21 de novembre de 1853)
- Rani Lakshmibai [Manikarnika o Manu Bai], pretendent 1853-1857, rani sobirana 1857-1858 (+17 de juny de 1858)
- Rao Damodar Rao 1853-després de 1898, adoptat per la Rani Lakshmi Bai, no reconegut pels britànics